# 水島臨海鐵道
水島臨海鐵道（日语：／ Mizushima Rinkai Tetsudō */?）是日本的第三部門鐵道，位於岡山縣倉敷市。该公司于1970年接管了三条前倉敷市交通局的路線，主要為水岛港附近的工业区运输货物，也在水岛本线提供客运服务。

## 沿革
- 1943年6月30日：三菱重工倉敷 - 水島航空機製作所間通車 (現水島本線)。
- 1947年：移交水島工業都市開發。
- 1948年8月20日：倉敷 - 水島港間依據地方鐵道法開始經營客運。
- 1952年：轉由倉敷市交通局（日语：倉敷市交通局）營運。
- 1962年7月1日，倉敷市營鐵道水島站 - 日礦前站（現東水島站）開通（現港東線，3.3 公里）。
- 1970年2月2日：日本國鐵與倉敷市共同出資成立水島臨海鐵道
- 1970年4月1日：接手倉敷市交通局（日语：倉敷市交通局）所有線路，開始營業。
- 1972年9月17日：三菱自工前站開業。
- 1983年4月1日：倉敷貨物總站（日语：倉敷貨物ターミナル駅）開業，水島港站、川鐵前站廢止，倉敷市 - 倉敷貨物總站命名為水島本線，三菱自工前 - 西埠頭命名為西埠頭線（日语：水島臨海鉄道西埠頭線）。
- 1987年4月1日：國鐵分割民營化，国鐵股份轉移給JR貨物。
- 1992年9月7日：因水島地区交通量增加、水島本線浦田 - 三菱自工前、港東線部分路段高架化。[3]
- 2016年7月15日：西埠頭線廃止。
- 2019年：水島本線引入車站編號。

## 路線

路線圖

### 現存路線
| 中文線名 | 日文線名 | 起點          | 終點              | 距離（公里） | 備註   |
| -------- | -------- | ------------- | ----------------- | ------------ | ------ |
| 水島本線 |          | 倉敷市（MR1） | 三菱自工前（MR9） | 11.2         |        |
| 港東線   |          | 水島          | 東水島            | 3.6          | 貨物線 |

### 已廢止路線
- 西埠頭線：三菱自工前站－西埠頭站 0.8公里（貨物線，2016年7月15日廢除）

## 车辆

### 現有车辆
截至2021年7月，有柴聯車11輛、柴油機車4輛，合計15輛列車運行中。

#### 柴聯車
- MRT300（日语：水島臨海鉄道MRT300形気動車） x6
- KiHa 30 x1
- KiHa 37 x3
- KiHa 38 x1

1995年由於購自國鐵、JR西日本和JR四國的KiHa 20型逐漸老化，因此水島臨海鐵道向新潟鐵工所訂購6輛NDC型柴聯車，型號訂為MRT300。MRT300型最高速度95km/h，全長21.3m、高3.98m、寬3.14m，定員149人，是各款NDC柴聯車中長度最長的。塗裝301、302為白底帶水藍色線條，303~306為象徵水島臨海鐵道的淺藍底色帶向日葵圖案，被稱為「向日葵號」。2020年為紀念開業50周年，303號車改為紅色和紺色塗裝。

2013年水島臨海鐵道為了完全汰除KiHa 20型，购买了6辆原JR东日本久留里线使用，於2012年12月退役的KiHa 30 、 KiHa 37和KiHa 38型柴聯車。 这些車輛於2014年5月12日开始服務。塗裝KiHa 30使用國鐵塗裝顏色，KiHa 37型101、102號車為象徵水島臨海鐵道的淺藍底色帶水藍色線條，103號車於2021年12月重新塗裝為國鐵赤11號色，KiHa 38型也在2022年2月重新塗裝為最初在八高线運行的紅、白塗裝「八高色」。

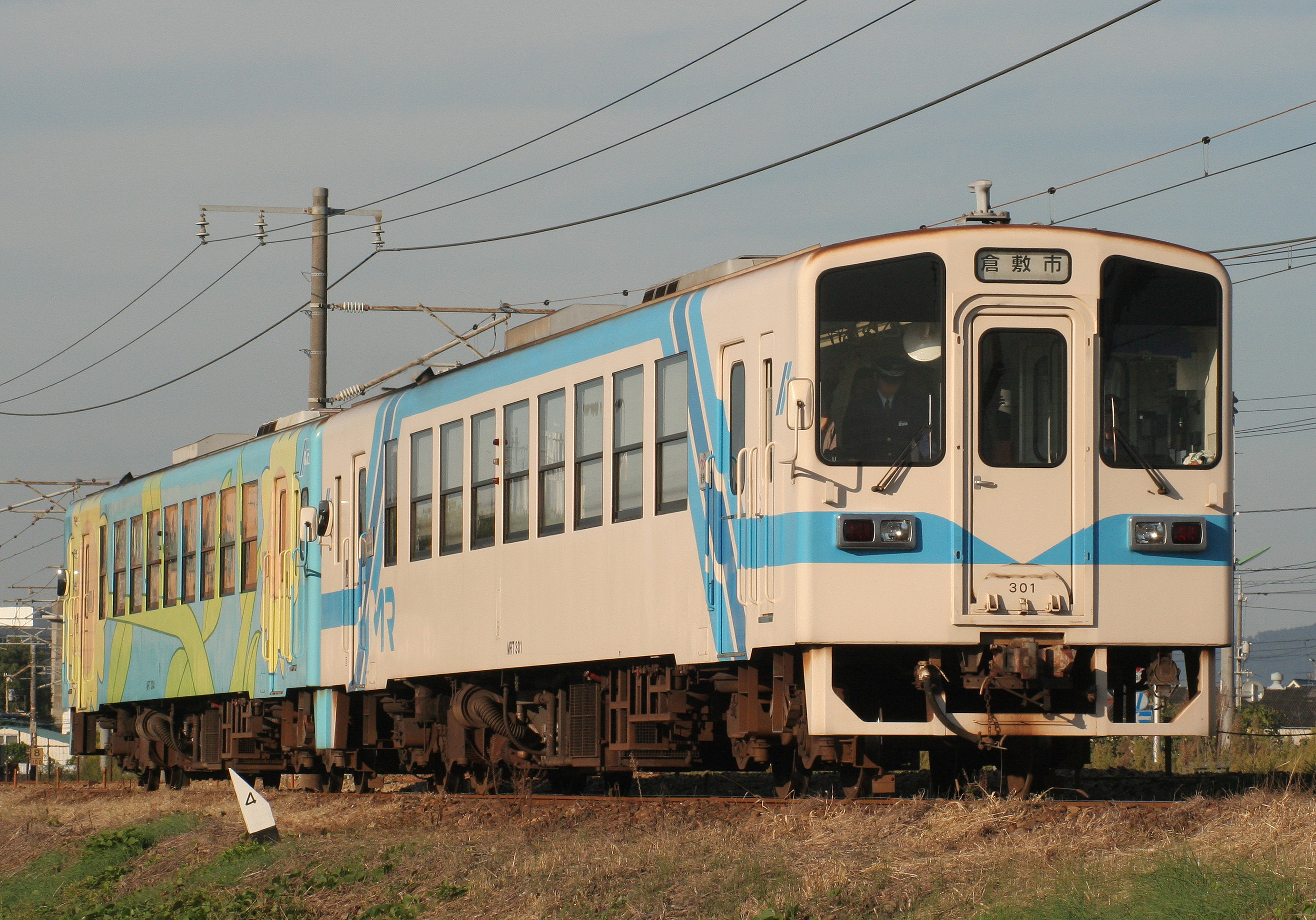
MRT300形301・304（倉敷市駅 - 球場前駅間、2007年10月）
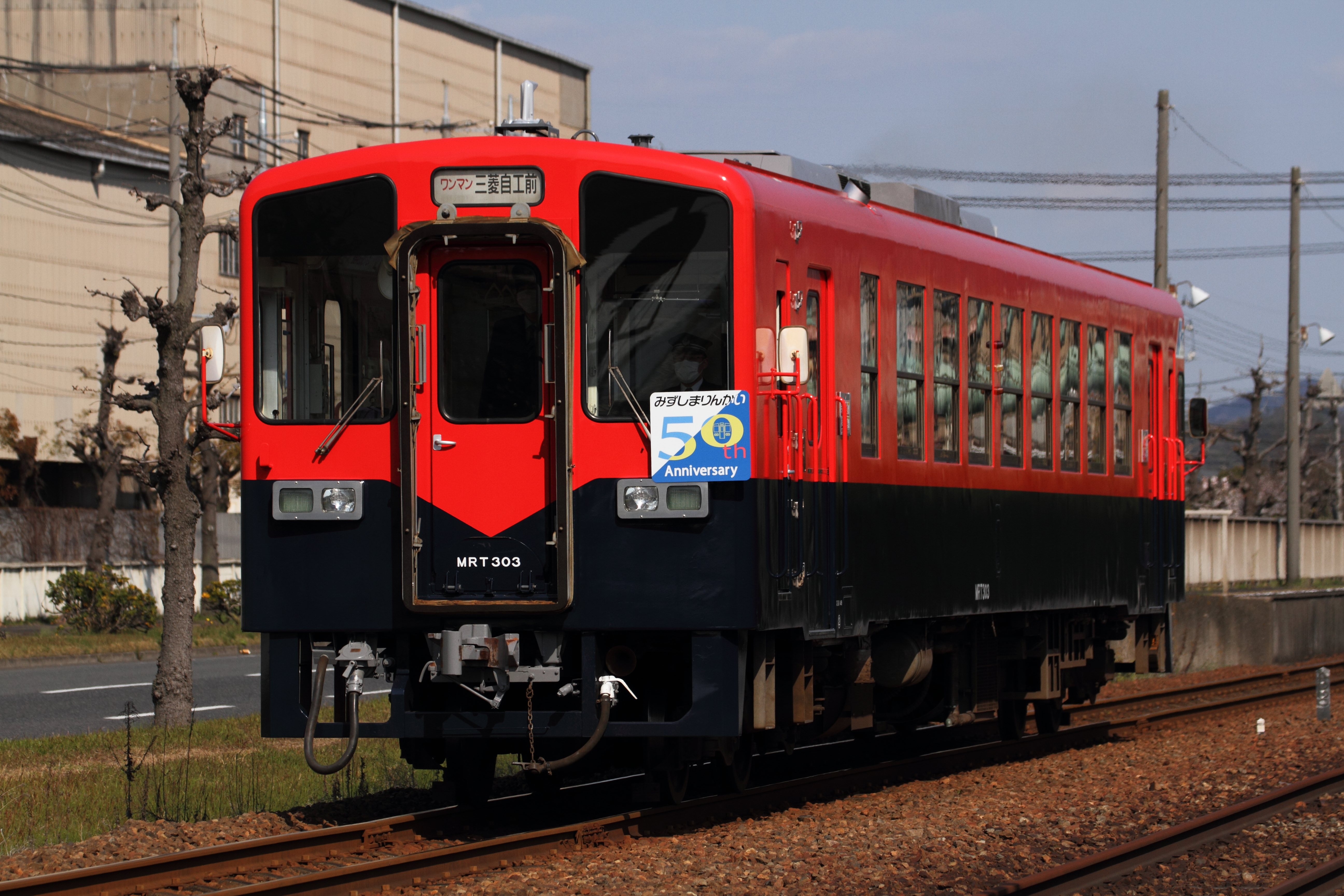
MRT300形303（50周年記念塗装色）
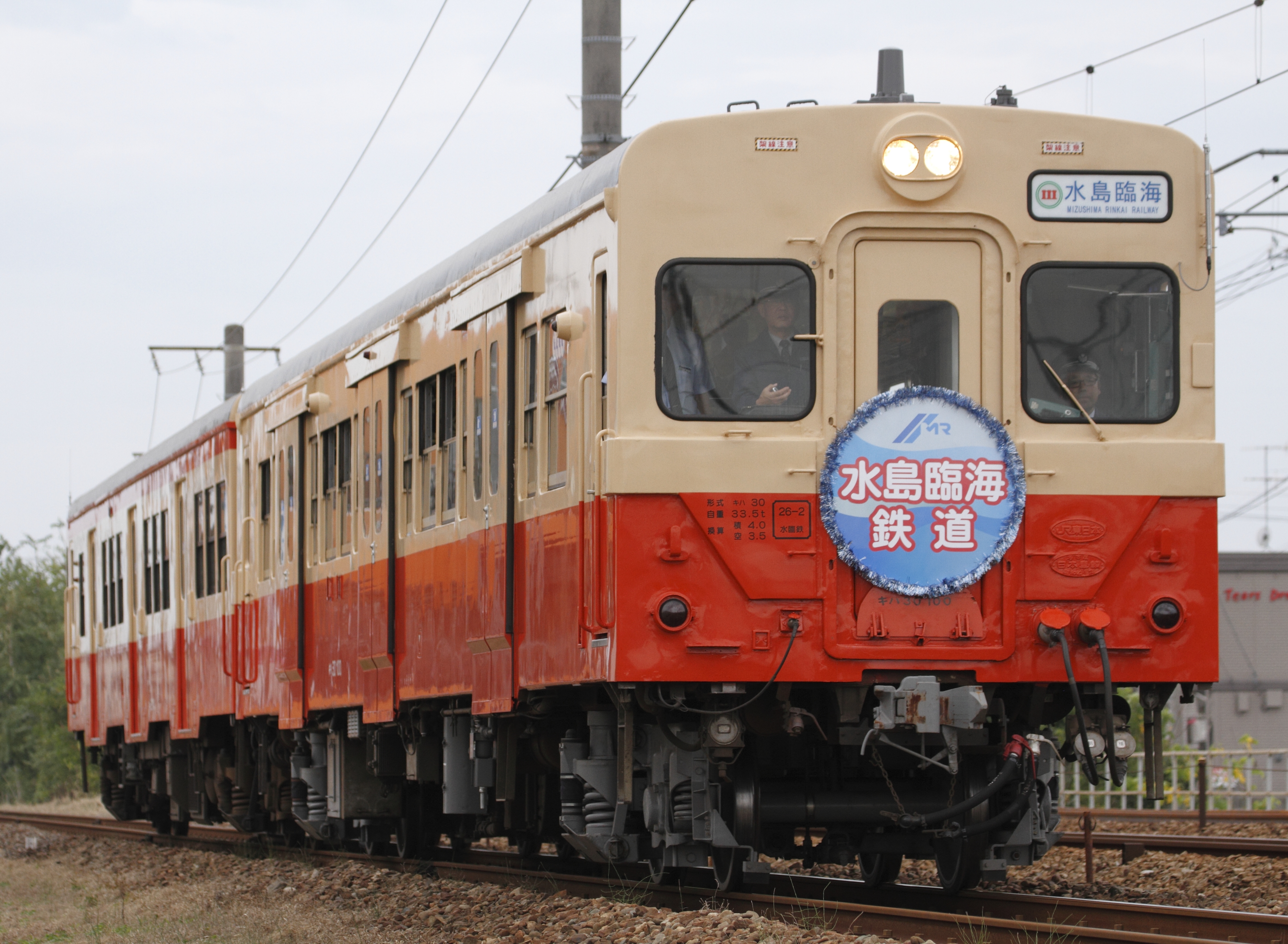
キハ30形100（国鉄色）
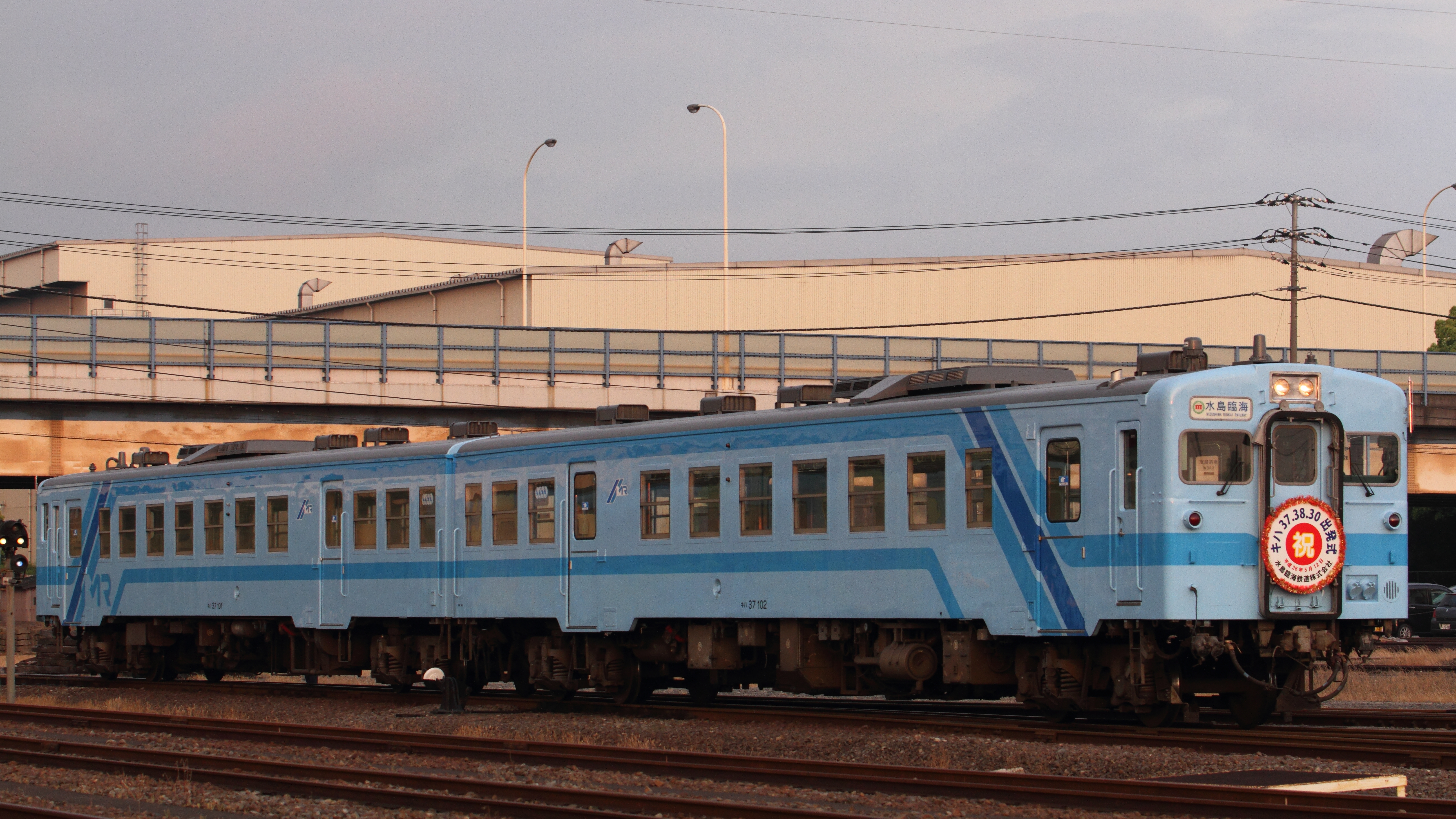
キハ37形101・102（水島臨海色）
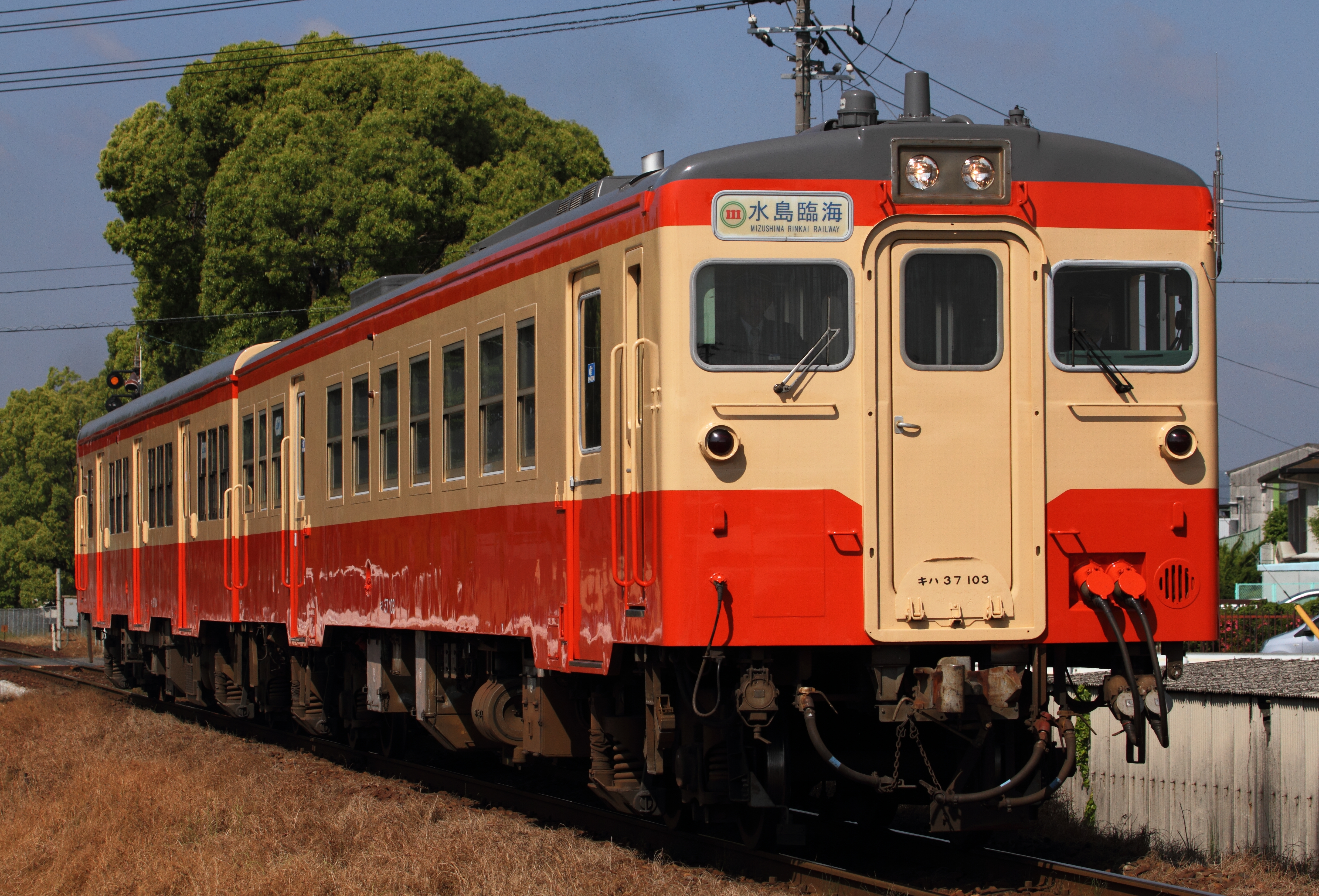
キハ37形103・キハ38形104（国鉄標準色）
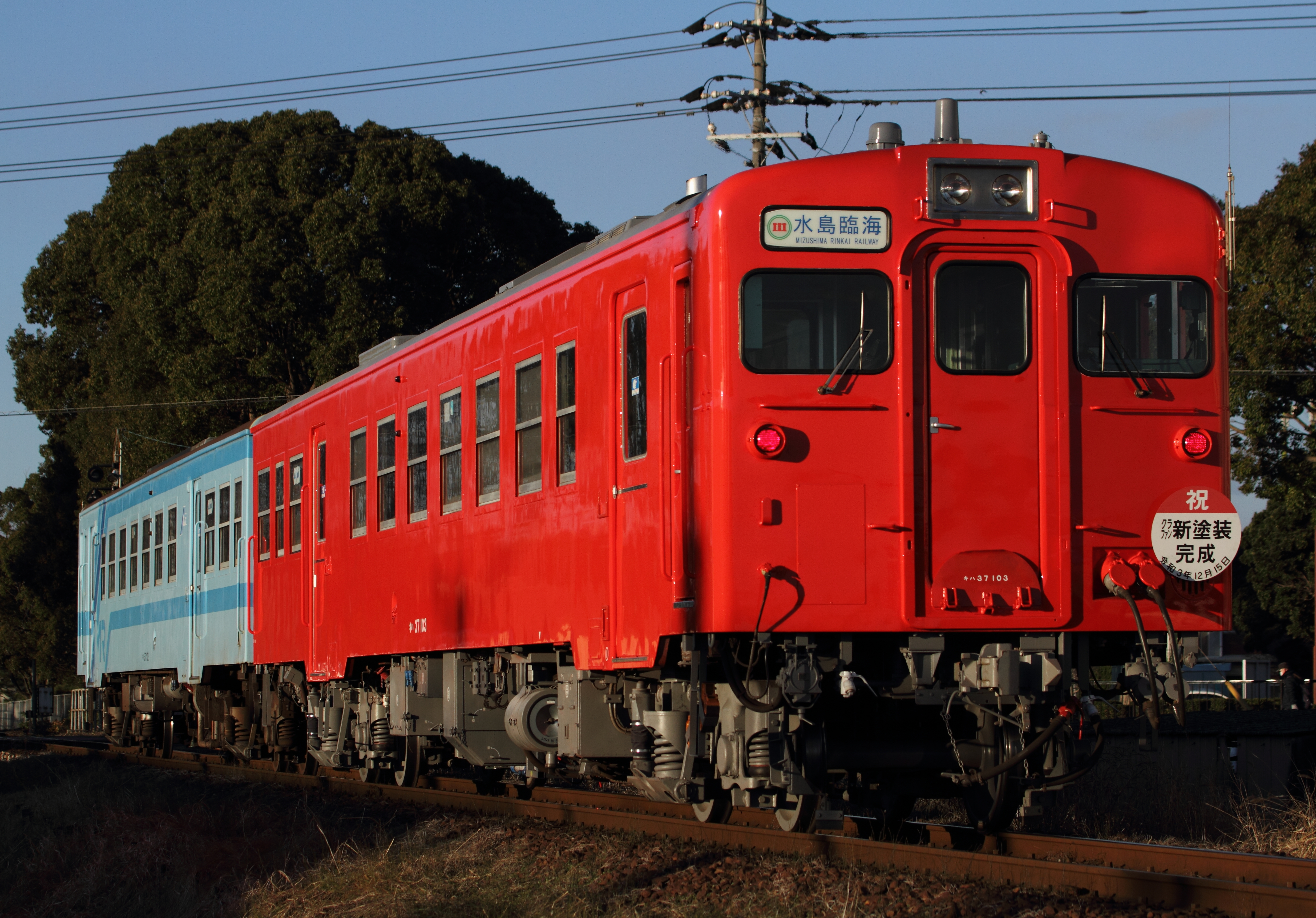
キハ37形103（赤11号）
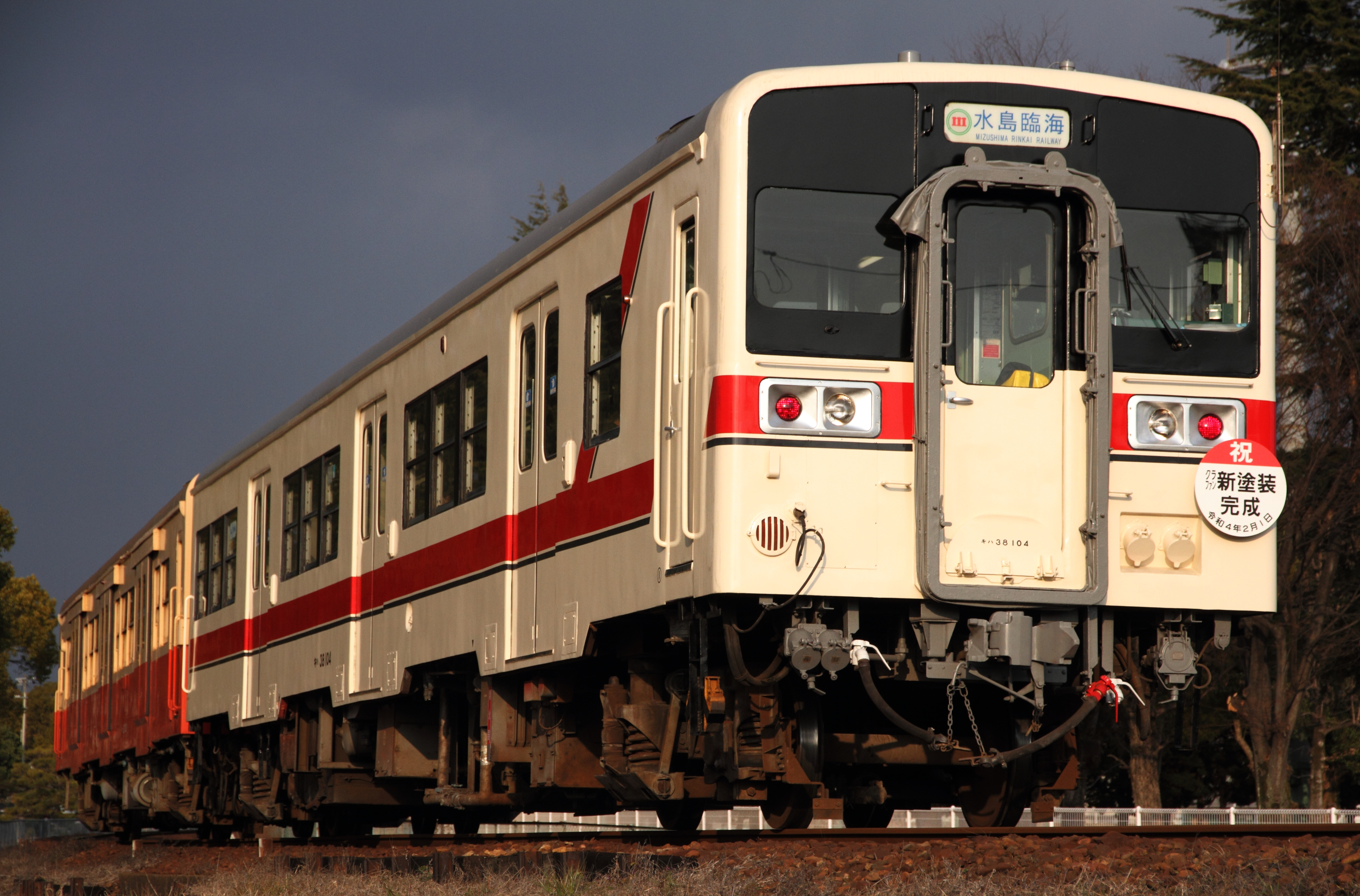
キハ38形104（八高線色）

#### 柴油机车
- DE70 x1（701）
- DD50 x2（501和506）
- DD200  x1（601）

DE70型為1971年川崎重工製造70噸柴油机车，與日本國鐵DE11型柴油机车同款，除水島臨海鐵道路線外，也駛入JR山陽本線將貨物牽引至岡山貨物總站。DD50型為川崎重工和日立製作所製造50噸柴油机车，506號於1966年6月製造，501號於1968年2月製造，目前用於港東線貨列牽引，或貨物站調車作業。

DD200型即JR貨物DD200型柴電機車，川崎重工製造，2021年6月3日水島臨海鐵道宣布購入一輛該款機車，2021年6月試運行，7月2日正式開始使用，9月開始取代DE70型將貨列牽引至岡山貨物總站的任務。

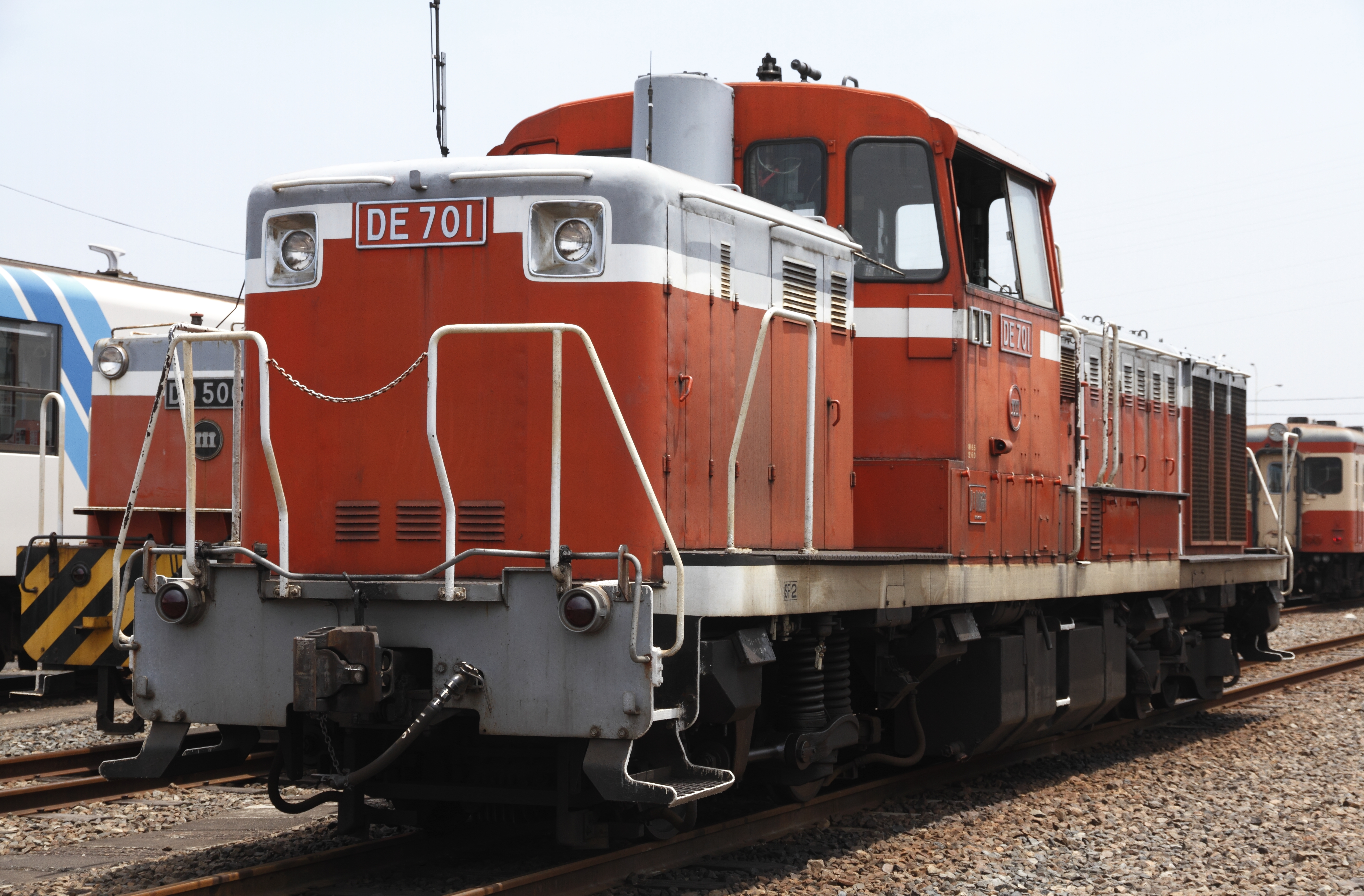
DE70形701号 （倉敷貨物總站、2014年6月）
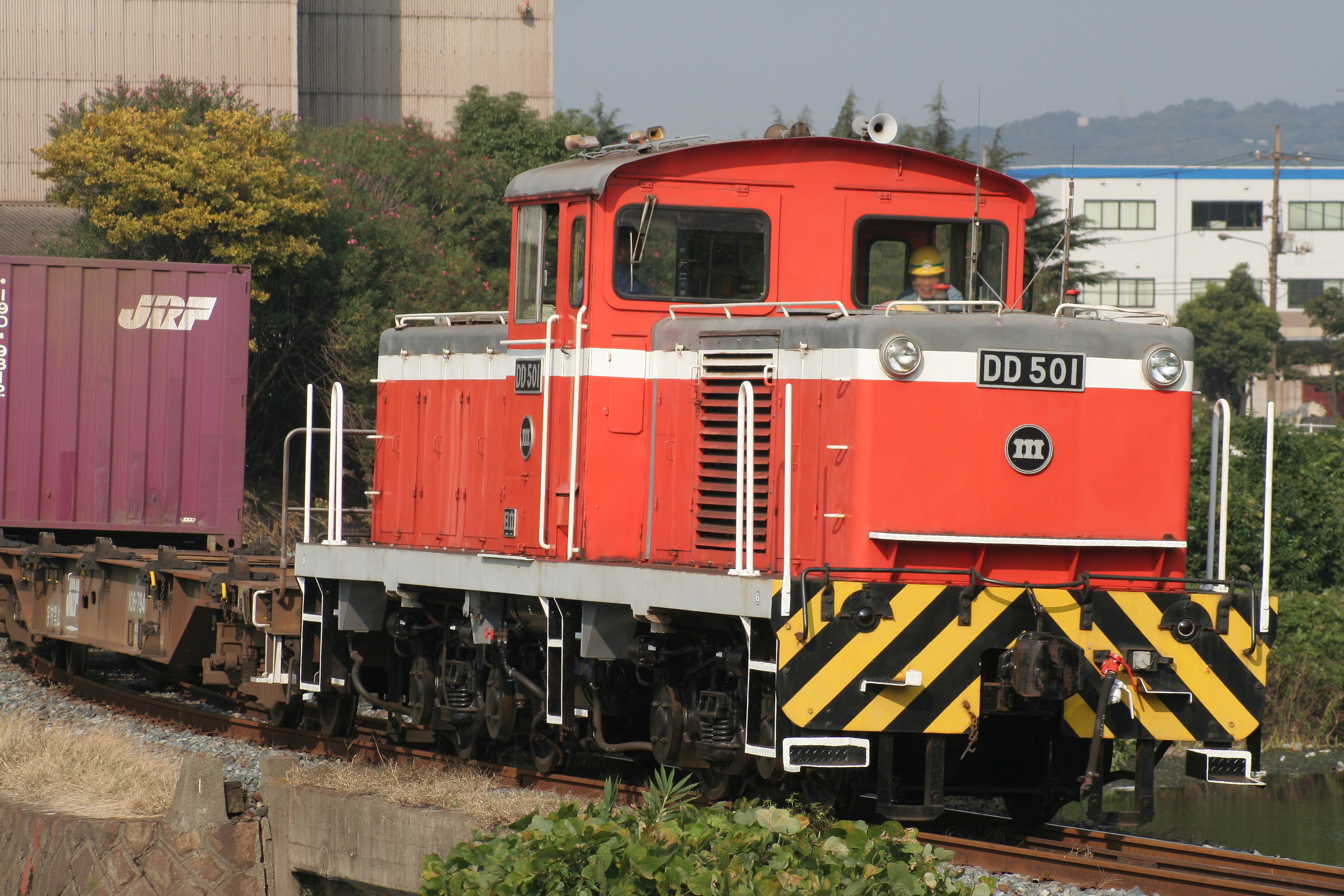
DD50形501号（水島 - 東水島、2009年10月）
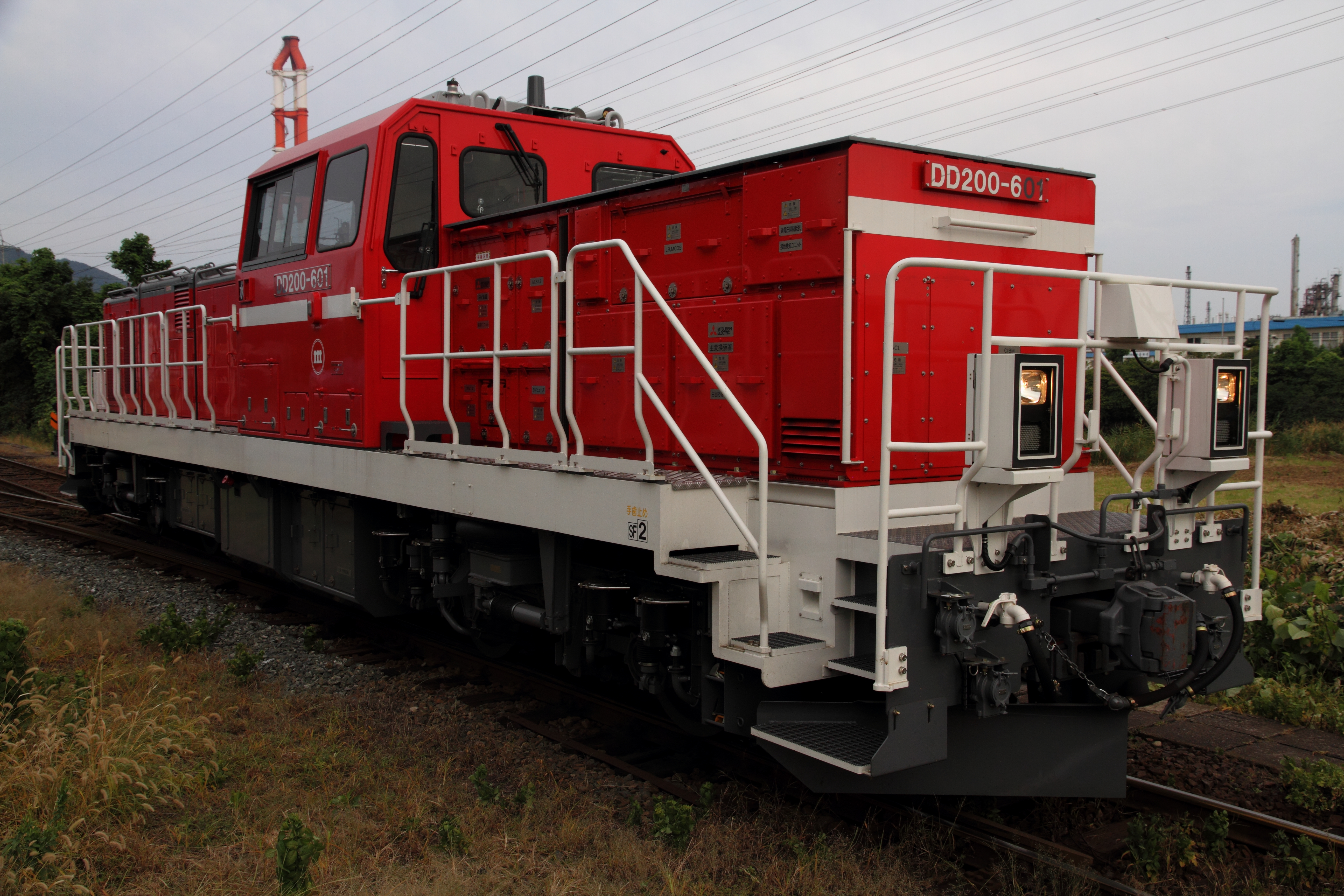
DD200形601号（東水島、2021年9月）

### 過去的車輛

#### 柴聯車
1951年11月水島工業都市接收國鐵讓受的柴聯車，編號為KiHa 305型，使用至1973年報廢。1958年倉敷市交通局接收國鐵讓受的2輛KiHa 04型柴聯車，編號為KiHa310型311、312號，使用至1974年報廢。1969年再接收國鐵讓受的1輛KiHa 07型柴聯車，編號為KiHa320型320號；1973年接收片上鐵道讓受的1輛KiHa 07型柴聯車，編號為KiHa320型321號，2輛KiHa 07型柴聯車使用至1980年報廢。
1968~1972年之間接受夕張鐵道讓渡4輛，1955年新潟鐵工所製夕張鐵道KiHa 300型柴聯車，編號KiHa 300型301~304，302號車1972年事故報廢，其餘3輛1978年讓予岡山臨港鐵道。1976~1980年之間水島臨海鐵道接收7輛國鐵KiHa 10系10型，編號KiHa 35型351~357號，因引入KiHa 20型柴聯車，KiHa 35型於1987~1989年間報廢。

因KiHa 35型老舊，水島臨海鐵道於1986~1991年間向國鐵、JR西日本和JR四國購買12輛KiHa 20系20型柴聯車，編號201~212號。1988年加裝空調。201、202、206、207、209~212號於1995~2002年間除役。2014年因車輛老舊，計畫完全汰除，205號車在2017年3月19日最後一天運行後退役。 210號於1996年讓予茨城交通 (之後的常陸那珂海濱鐵道)，211、212號於1997年讓予島原鐵道，2002年9月1日赤穗線全線開通40周年記念，曾將203號借予JR西日本使用。

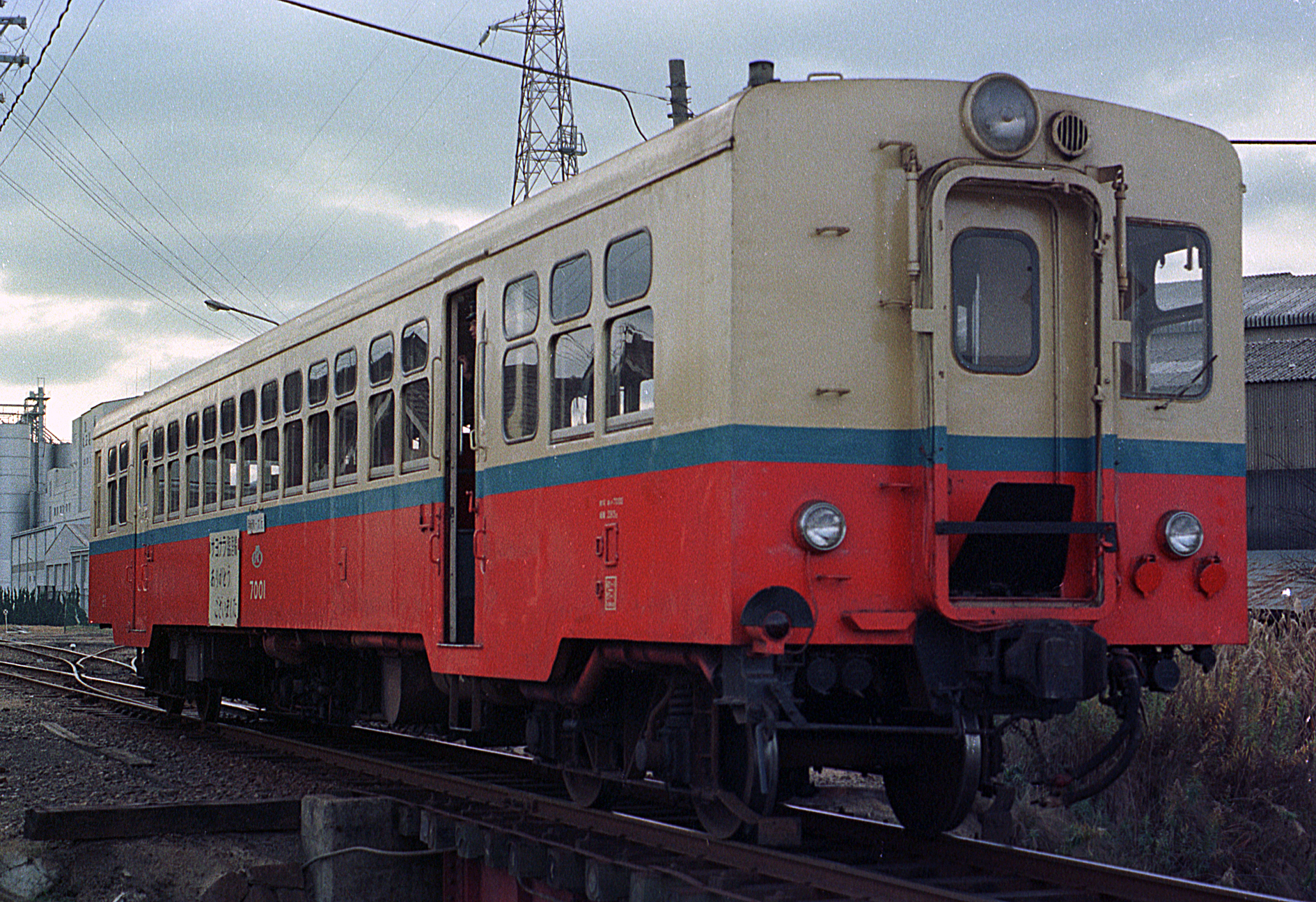
岡山臨港鉄道 キハ7001（原水島臨海鐵道キハ303，1984年）
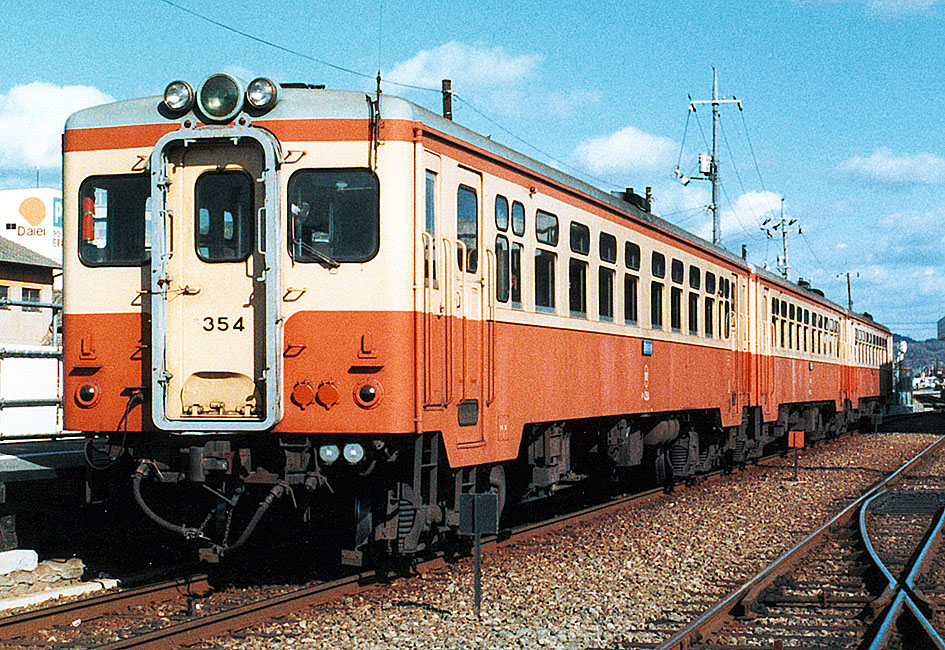
水島臨海鐵道キハ35形354（水島站，1985年）
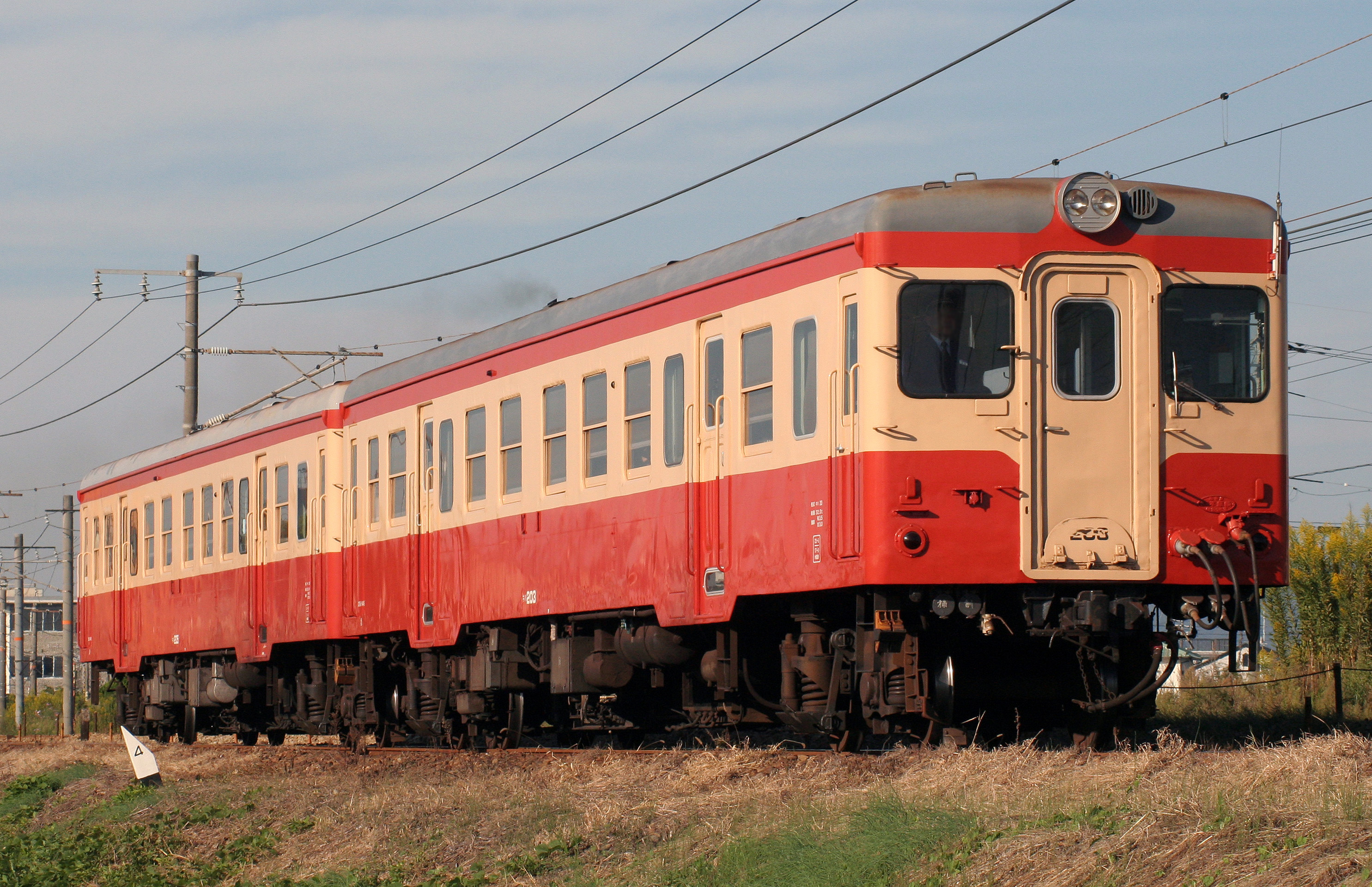
水島臨海鐵道キハ20形203・205（国鉄色）（倉敷市駅 - 球場前駅間，2007年10月）
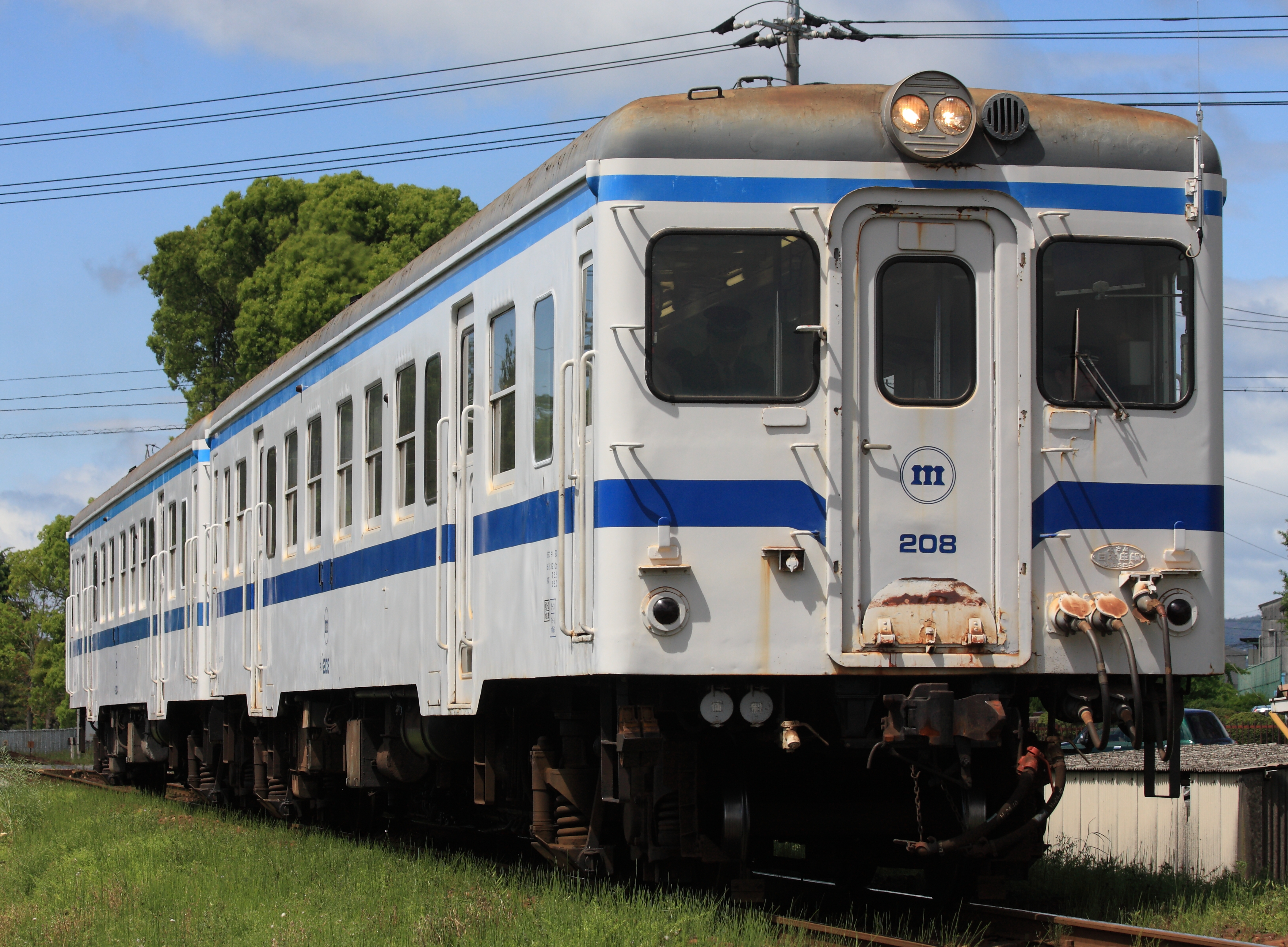
水島臨海鐵道キハ20形208・204（水島臨海色）（倉敷市駅 - 球場前駅間，2012年5月）

#### 柴油机车
DD50型503、504號曾在西岡山站受JR貨物委託擔任調車作業，常駐該站，1991年該委託結束後，2輛機車亦報廢。505號為1962年川崎重工製造，2013年報廢。為了取用零件曾購買岡山臨港鐵道DD1352號機，以及JR四國DE10型1086号機。

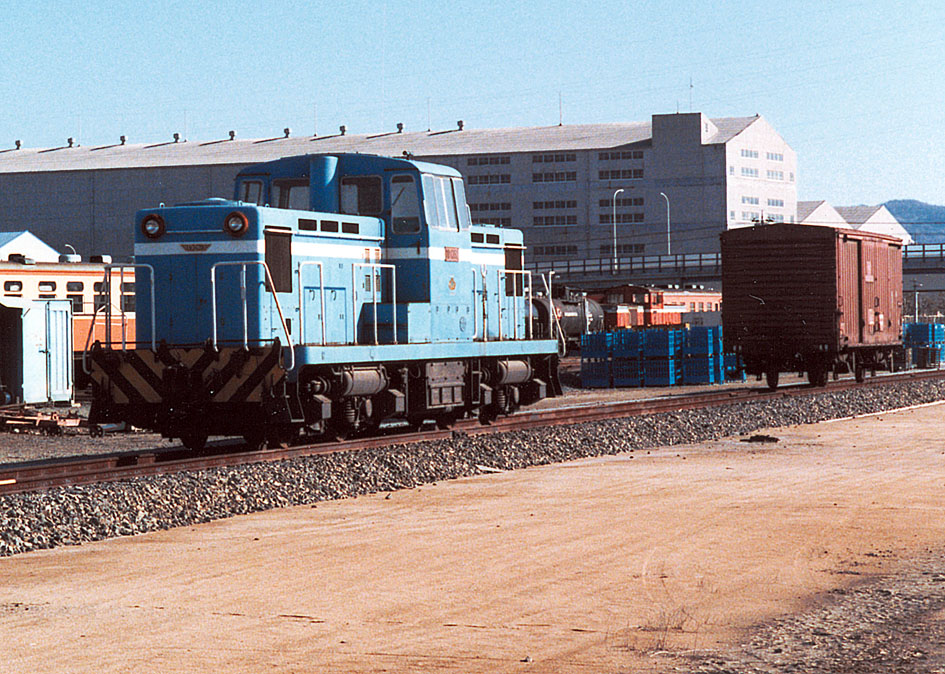
為了取用零件自岡山臨港鉄道購入的DD1352（1985年頃）
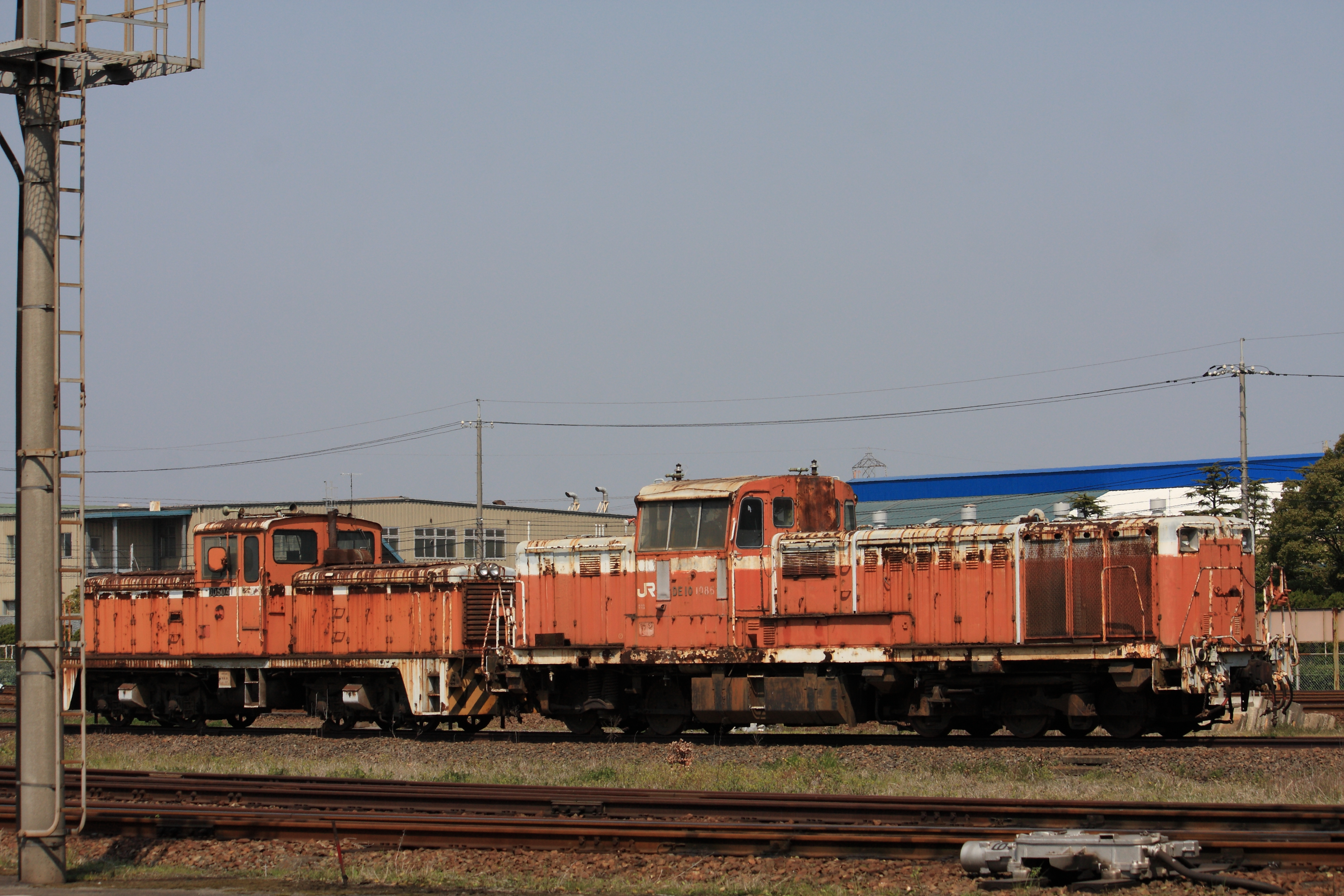
留置倉敷貨物總站的DE10型1086号機和DD50型504号機，之後報廢。（2012年4月8日）
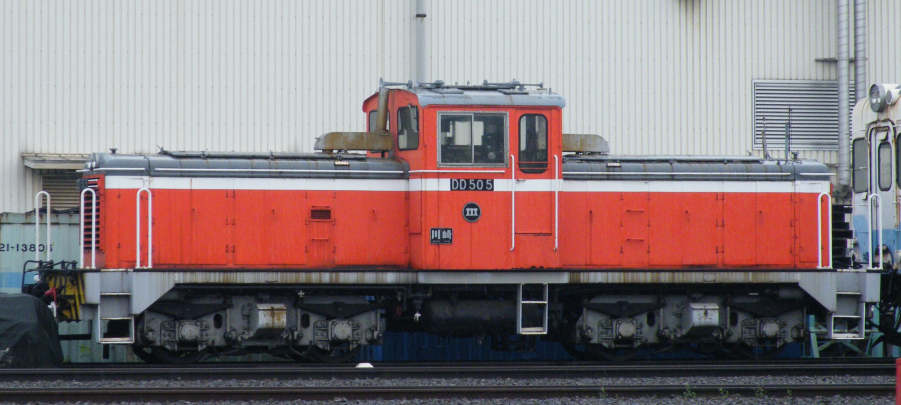
DD50形505号機（倉敷貨物總站，2009年3月）

#### 客車
水島臨海鐵道曾經使用機車牽引客車方式運營。